# Pirro Scavizzi
Pirro Scavizzi (Gubbio, 31 marzo 1884 – Roma, 9 settembre 1964) è stato un presbitero italiano, venerabile per la Chiesa cattolica.

## Biografia
Pirro Scavizzi nacque a Gubbio, ma si trasferì all'età di 12 anni a Roma. Nell'ottobre del 1900 comincia a frequentare il seminario romano Almo collegio Capranica. Fu ordinato sacerdote il 7 luglio 1907 e fu assegnato prima quale vicario parrocchiale a San Vitale e nel 1919 quale parroco a Sant'Eustachio al Pantheon. Fece voto di non ottenere onori ecclesiastici.
Don Pirro Scavizzi aderì all'Istituto Imperiali Borromeo Antonelli e si dedicò alle Missioni al popolo, recandosi in parrocchie in Italia e all'estero, a predicare il vangelo.
Fu confessore di papa Giovanni XXIII. Nel 1960 predicò gli esercizi spirituali in Vaticano davanti a tutta la curia ed al papa in occasione dell'Avvento.

## Cappellano militare
Fu cappellano militare nella prima e nella seconda guerra mondiale. A partire dal luglio 1940, prestò servizio sui treni ospedale del corpo militare dell'Associazione Italiana del Sovrano Ordine di Malta. Durante questo servizio si recò sei volte in Russia e nell'Europa orientale.
- I viaggio: (17 ottobre-15 novembre del 1941) fino a Dnepropetrovsk, in Ucraina.
- II viaggio (12 gennaio-20 febbraio 1942) fino a Jassiowataja.
- III viaggio (8 aprile-3 maggio 1942) fino a Cracovia.
- IV viaggio (29 giugno - 23 luglio 1942) fino a Dnepropetrovsk.
- V viaggio (16 settembre-11 ottobre 1942) fino a Nipropetrowsk.
- VI viaggio (4-28 novembre 1942) fino a Debalzewo.

Con l'inizio della disfatta italo-tedesca sul fronte russo terminano anche i viaggi di don Pirro. Durante questi viaggi raccolse informazioni circa le condizioni sociali delle popolazioni sottomesse al dominio nazista, le persecuzioni religiose in Polonia e in Austria, notizie sui campi di sterminio in Polonia, sulla sistematica uccisione dei prigionieri di guerra russi feriti al fronte. Fece da tramite tra i vescovi dei paesi occupati e la Santa Sede. Egli raccolse le impressioni di questi viaggi in quattro relazioni riservate per il papa Pio XII.

## UNITALSI
Nel 1903 don Pirro partecipò al primo pellegrinaggio a Lourdes della appena fondata UNITALSI. Il nome di don Pirro comparve per la prima volta nei verbali unitalsiani della seduta del 17 novembre 1918, in rappresentanza della rivista Il Giardinetto di Maria.
Don Pirro si distinse per la sollecitudine e la discrezione verso gli ammalati che accompagnava nei pellegrinaggi.
Nel 1921 viene nominato direttore spirituale dell'associazione. Questa carica, trasformata poi in cappellano capo, sarà mantenuta da don Pirro fino alla morte.

## Beatificazione
Il 22 dicembre 1983, presso il Vicariato di Roma, ebbe inizio il processo per la sua causa di beatificazione.
Il 21 febbraio 2020, papa Francesco ne ha riconosciuto le virtù eroiche e da quel momento è diventato venerabile.